# Maga (Kamerun)
Maga ist eine Gemeinde in der Region Extrême-Nord, die die nördliche Spitze Kameruns bildet. Sie liegt am Fluss Logone und an der Grenze zum Tschad. Maga liegt im Département Mayo-Danay. Zentraler Punkt im Gemeindegebiet bildet der Maga-Stausee.

## Verkehr
Maga liegt an der Provenzialstraße P3.

## Bilder

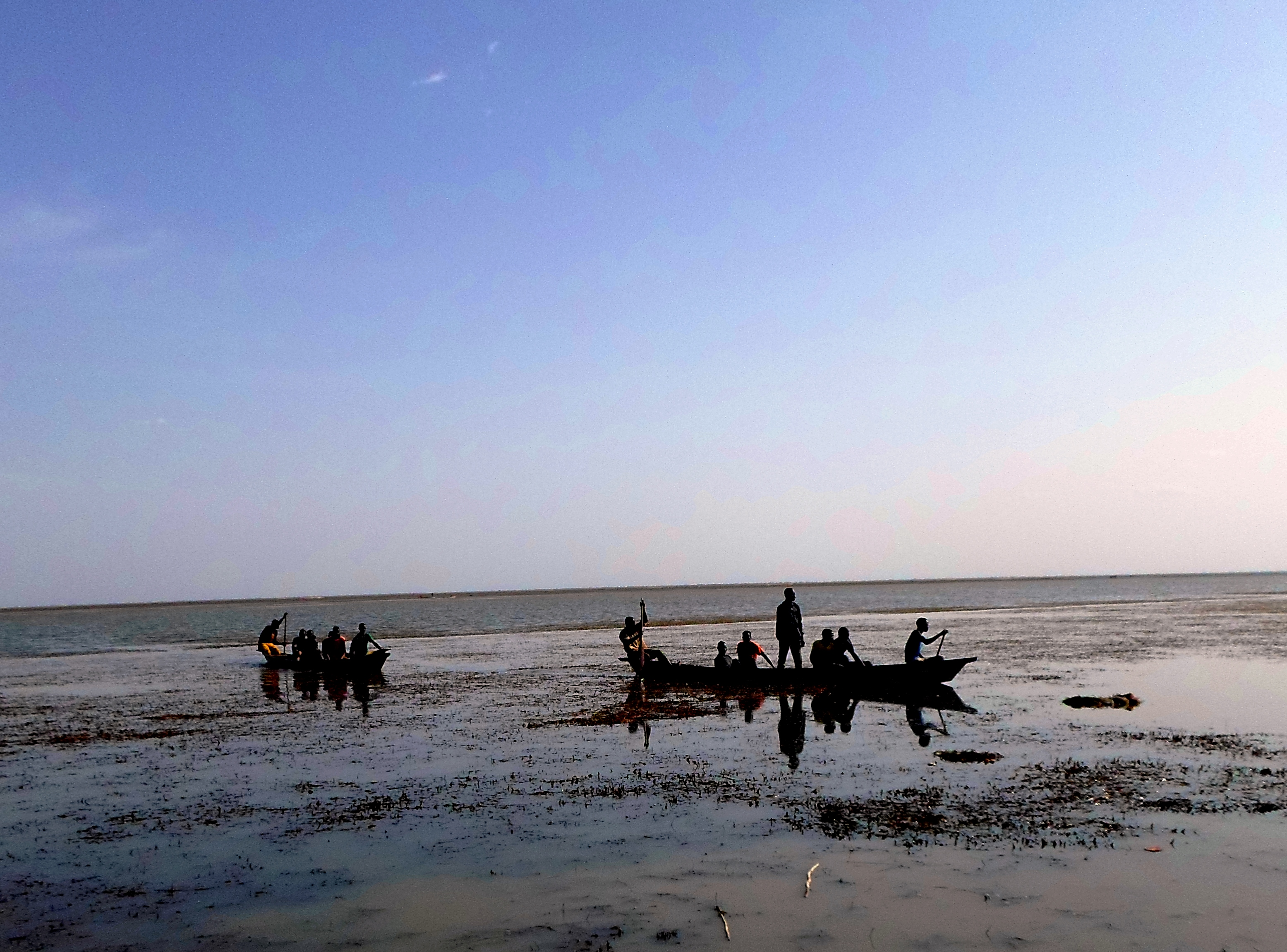
Am Stausee
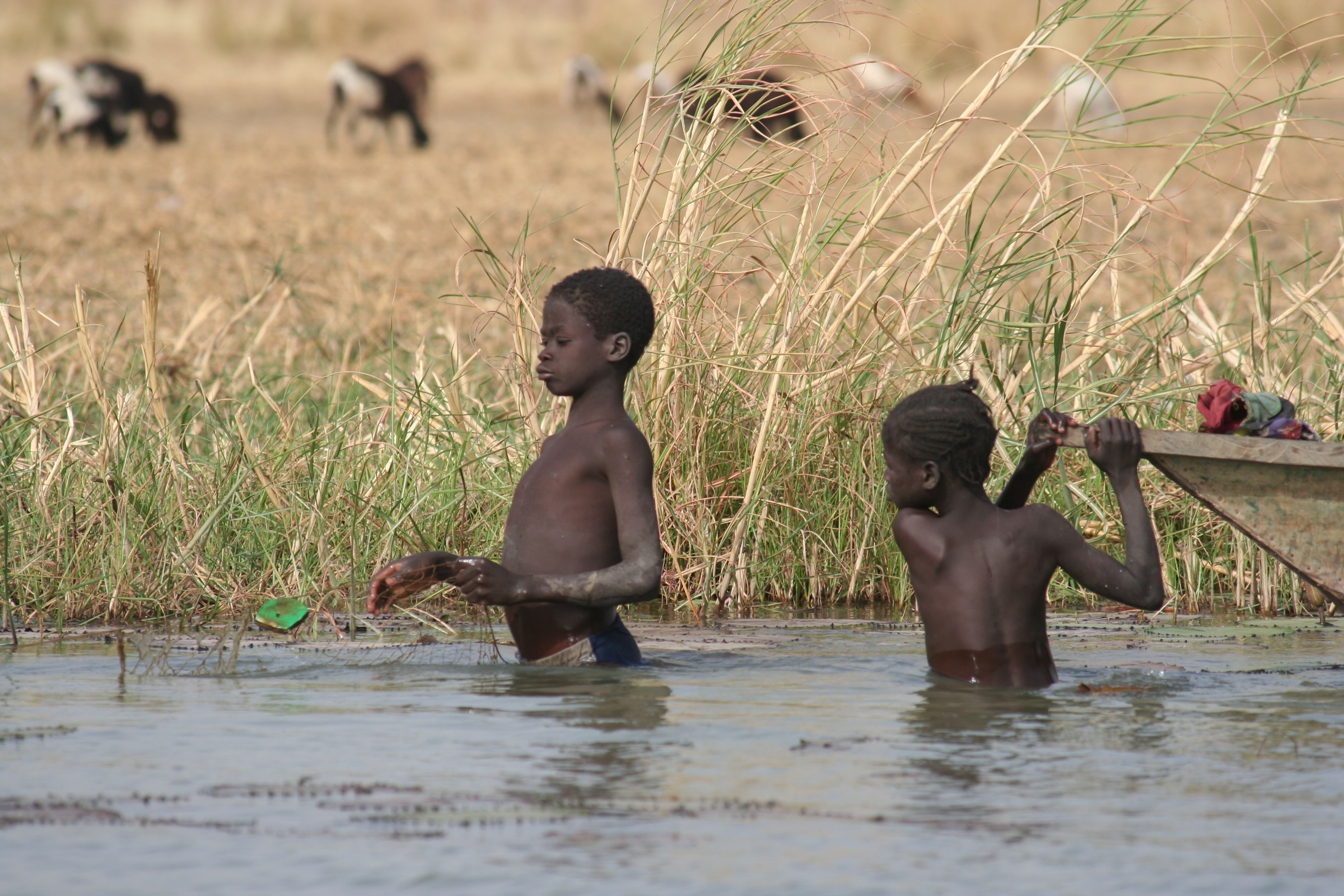
Im Stausee